# Królestwo Węgier (1526–1867)
Królestwo Węgier (węg. Magyar Királyság, niem. Königreich Ungarn, łac. Regnum Hungariae, 1538–1699 dla odróżnienia od Węgier nieznajdujących się pod wpływem osmańskim znane jako Królewskie Węgry, węg. Királyi Magyarország) – Królestwo Węgier znajdujące się pod rządami Habsburgów jako królów Węgier. Wchodziło w skład Monarchii Habsburgów.
Węgry przeszły pod panowanie Habsburgów w wyniku wymarcia czesko-węgierskich Jagiellonów, tj. po śmierci Ludwika II w bitwie pod Mohaczem (1526) i rozwiązaniu sporu o sukcesję po zmarłym pomiędzy Habsburgami i Janem Zápolyą. Pokój z Imperium Osmańskim na mocy układu w Wielkim Waradynie spowodował, że pod panowaniem Habsburgów znalazła się mniejsza, zachodnia część królestwa. 
Pozostałe dwie części Węgier to Osmańskie Węgry pod okupacją Imperium Osmańskiego i Wschodnie Królestwo Węgier (później Księstwo Siedmiogrodu).
Po pokoju w Karłowicach całość Węgier znalazła się pod władzą Habsburgów.
Węgry znajdowały się pod panowaniem Habsburgów do 1918, ale po zawarciu ugody austriacko-węgierskiej w 1867 ich status wzrósł do równoważnej części państwa (zobacz Kraje Korony Świętego Stefana).

## Galeria

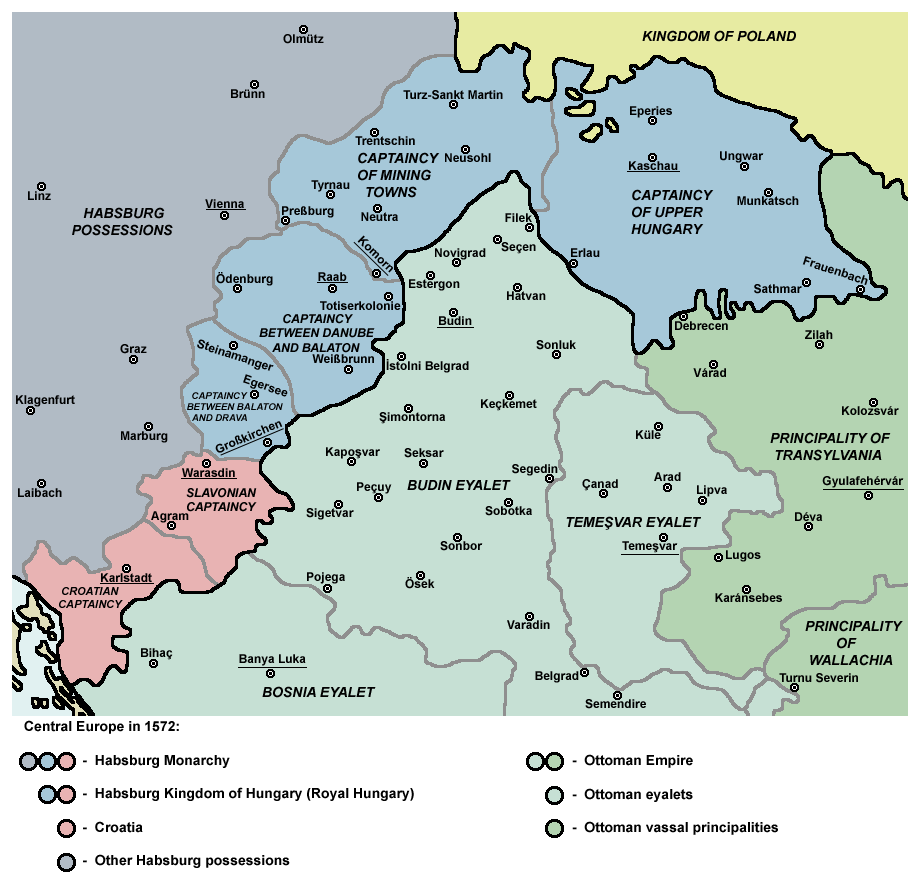
Węgry około 1572
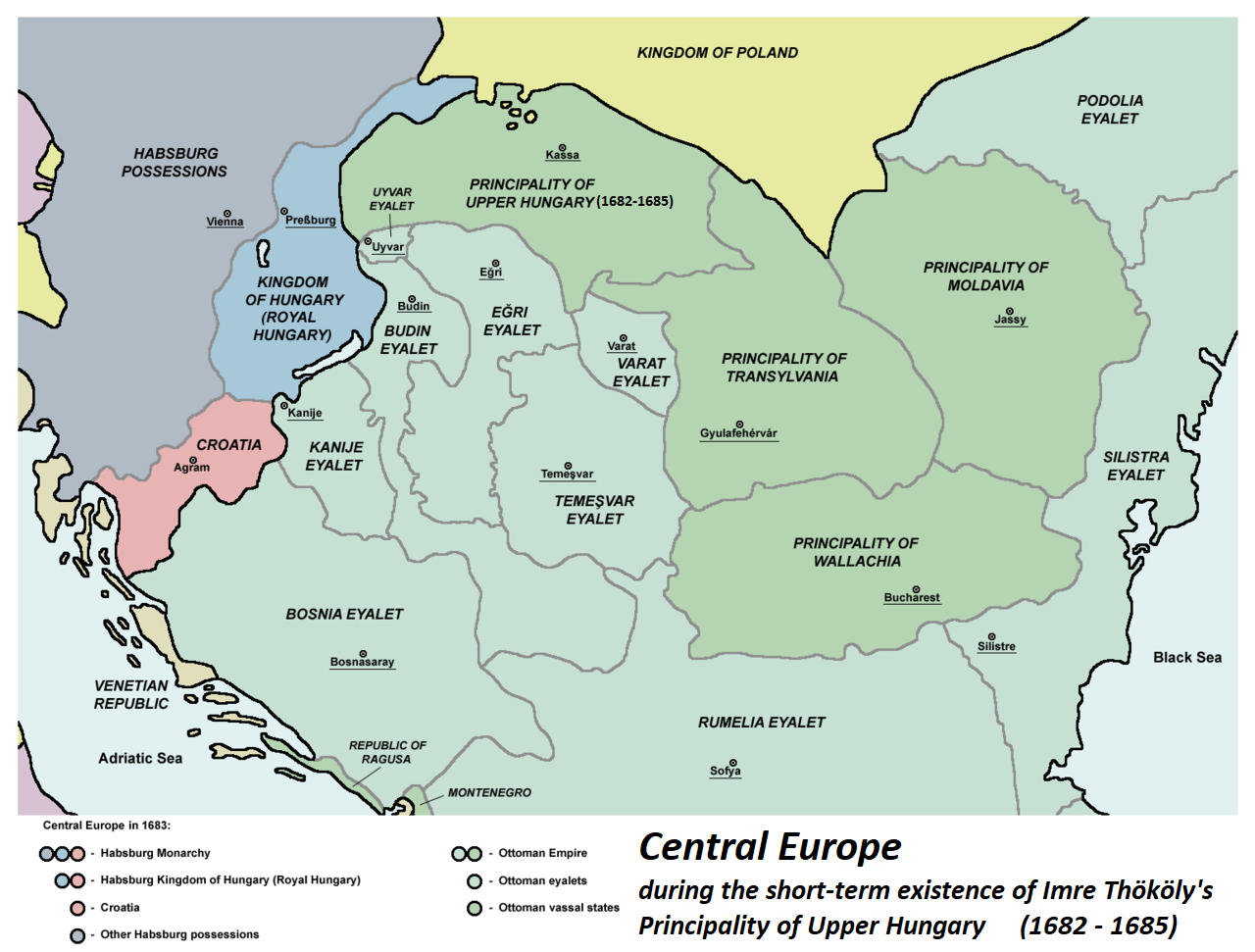
Węgry około 1683